# Сан Марино на Светском првенству у атлетици на отвореном 2019.
Сан Марино је учествовао на 17. Светском првенству у атлетици на отвореном 2019. одржаном у Дохи од 27. септембра до 6. октобра шеснаести пут. Представљао га је један атлетичар који се такмичио у трци на 400 метара са препонама.,
На овом првенству Сан Марино није освојило ниједну медаљу, нити је постигнут неки рекорд.

## Учесници
Мушкарци:
- Андреа Ерколани Волта — 400 м препоне

## Резултати

### Мушкарци
| Атлетичарк            | Дисциплина    | Лични рекорд | Квалификације | Квалификације | Полуфинале           | Полуфинале           | Финале               | Финале       | Детаљи |
| Атлетичарк            | Дисциплина    | Лични рекорд | Резултат      | Место         | Резултат             | Место                | Резултат             | Место        | Детаљи |
| --------------------- | ------------- | ------------ | ------------- | ------------- | -------------------- | -------------------- | -------------------- | ------------ | ------ |
| Андреа Ерколани Волта | 400 м препоне | 52,63 НР     | 52,60 НР, ЛР  | 8. у гр. 3    | Није се квалификовао | Није се квалификовао | Није се квалификовао | 37 / 38 (39) |        |